# جيروم مومبريس
جيروم مومبريس، بالإنجليزي ( Jérôme Mombris)، هو لاعب كرة قدم يلعب لصالح مدغشقر مدغشقر.

## روابط خارجية
- جيروم مومبريس على موقع رابطة كرة القدم الفرنسية للمحترفين (الإنجليزية)
- جيروم مومبريس على موقع قاعدة بيانات كرة القدم.إي يو (الإنجليزية)
- جيروم مومبريس على موقع ليكيب (الفرنسية)
- جيروم مومبريس على موقع ناشيونال فوتبول تيمز (الإنجليزية)
- جيروم مومبريس على موقع Soccerway.com (الإنجليزية)